# Иаков Зеведеев
Иа́ков Зеведе́ев (сир. ܝܥܩܘܒ ܒܪ ܙܒܕܝ, др.-греч. ιακωβον τον του ζεβεδαιου, лат. Iacobum Zebedæi), Иа́ков Ста́рший — один из двенадцати апостолов, ближайших учеников Иисуса Христа; единственный апостол, чья смерть описана в Новом Завете. Сын Зеведея, родился в Галилее; старший брат Иоанна Богослова. Был убит в 44 году в Иерусалиме. В испанской традиции именуется Сантья́го (исп. Santiago — «святой Яго») и «мавробо́рцем».
Художественно-символически изображается с посохом пилигрима, как прошедший длинную дорогу паломничества, и с ракушкой морского гребешка, называемой в Западной Европе именем святого и являющейся эмблемой паломничества в Компостелу, город в Северной Испании — «христианскую Мекку», где хранятся мощи святого и «Кодекс Каликста», рукопись XII века, описание деяний святого Иакова, а также совершённых им посмертных чудес.

## В Новом Завете
Сын Зеведея и Саломии. По сообщениям Евангелий, вместе с отцом и братом был рыбаком. Сцена призвания братьев описана в Евангелии от Матфея (4:21) и Марка (1:19).
Братья Иаков и Иоанн в Евангелиях именуются сыновьями Зеведеевыми по имени их отца Зеведея, также, по сообщению евангелиста Марка (Мк. 3:17), Иисус назвал братьев Боанергес (греч. Βοανηργες, арамейское слово, расшифровываемое в Новом Завете как «сыновья грома»), очевидно за порывистый характер. В литературе Иакова Зеведеева также часто называют Иаковом Старшим, чтобы отличить его от апостола Иакова Алфеева и Иакова, «брата Господня» или Иакова Младшего.
Иаков упомянут в списках апостолов в Евангелии от Матфея (10:2), от Марка (3:17), от Луки (6:4), а также в Деяниях Апостолов (1:13).
Иаков наряду с братом и апостолом Петром был самым приближенным учеником Иисуса. Вместе с Петром и Иоанном он стал свидетелем воскрешения дочери Иаира (Мк. 5:37; Лк. 8:51). Только их Иисус сделал свидетелями своего Преображения (Мф. 17:1; Мк. 9:2 и Лк. 9:28) и Гефсиманского борения (Мк. 14:33).
Порывистый характер братьев в полной мере проявился, когда они хотели низвести с неба огонь на самарянское селение (Лк. 9:54); а также в просьбе дать сесть им в Царстве Небесном по правую и левую сторону от Иисуса (Мк. 10:35—37).
После воскресения и вознесения Иисуса Иаков появляется на страницах Деяний апостолов. Он вместе с другими апостолами был исполнен Святого Духа в день Пятидесятницы (Деян. 2:1—4), участвовал в устроении первых христианских общин. В Деяниях сообщается и о его смерти (12:2), согласно этому сообщению царь Ирод Агриппа I «убил Иакова, брата Иоанна, мечом (греч. μαχαίρᾳ)». Судя по дальнейшему тексту это произошло в 44 году. Апостол Иаков — единственный апостол, чья смерть описана на страницах Нового Завета.
Существуют упоминания о погребении его в Мармарике, но они могут происходить от смешения его у христианских авторов с Иаковом Алфеевым.

## Почитание

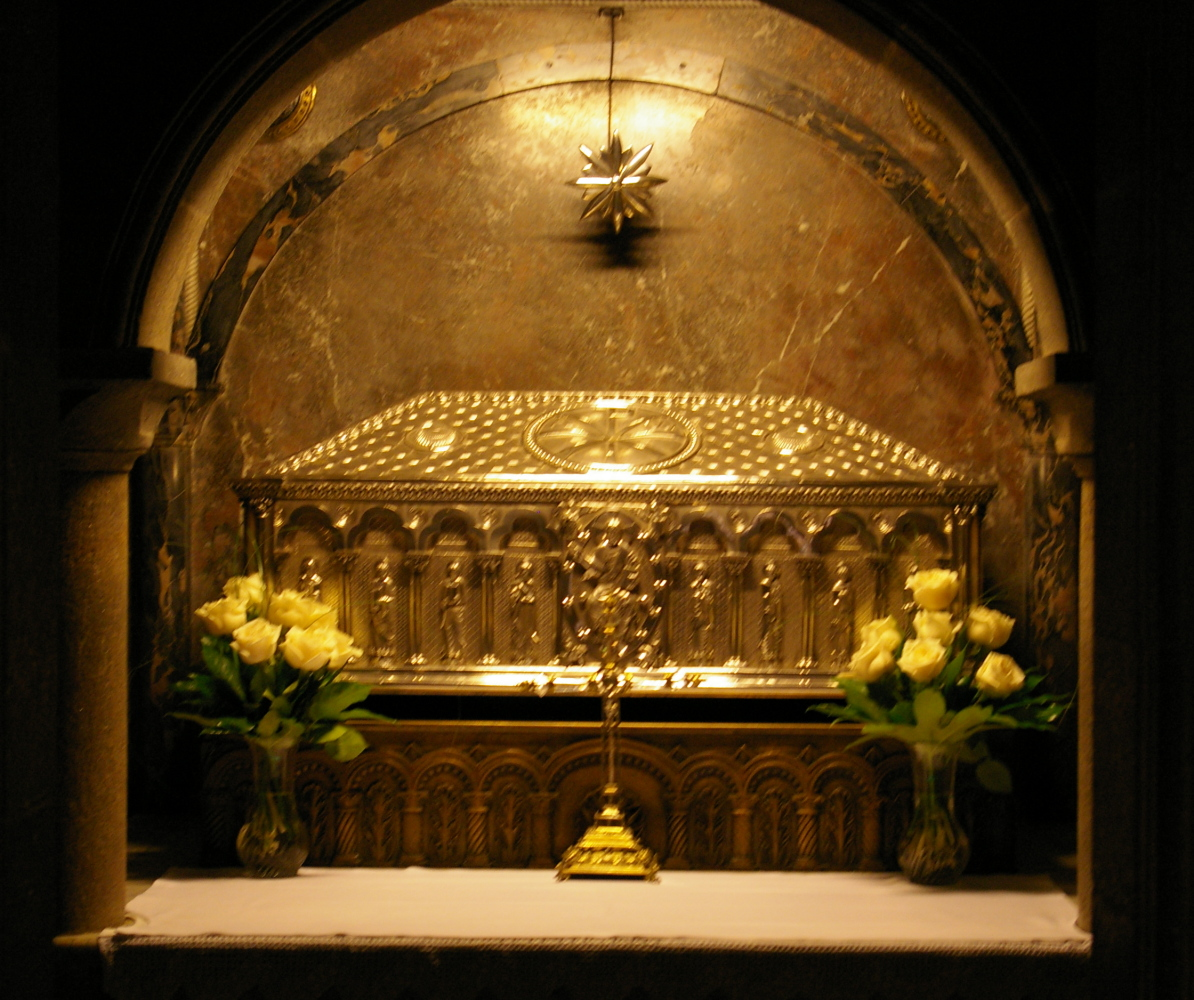
Рака с мощами апостола Иакова в Компостельском соборе

Память в Православной церкви — 30 апреля (13 мая), 30 июня (13 июля) по юлианскому календарю, в Католической церкви — 25 июля.
Согласно преданию, после мученической кончины апостола в 44 году в Иерусалиме, его тело было положено в лодку и пущено по волнам Средиземного моря. Чудесным образом эта лодка приплыла в Испанию, где святой проповедовал ранее, и была выброшена на берег реки Сар в городе Ирия Флавия. Затем тело апостола Иакова было перенесено двумя его учениками на гору Либредон в 17 км от Ирии Флавии и захоронено. В 813 году, как гласит церковное предание, живший в этой местности монах-отшельник Пелайо, следуя за некоей путеводной звездой, обнаружил гробницу с мощами апостола Иакова, которые оставались нетленными. На этом месте впоследствии возник город Сантьяго-де-Компостела.
В 896—899 годах король Альфонс III издал указ, и на месте находки над мощами была построена небольшая церковь. Само место было названо Компостелла (лат. Campus Stellae, «Место, обозначенное звездой»). Святой Иаков, чудесно являвшийся во время битв с маврами, стал покровителем Испании и Реконкисты. Как апостол, предпринявший, по преданию, во время своего служения далёкое путешествие из Святой земли в Испанию, он стал считаться покровителем паломников. К XI веку паломничество в Сантьяго-де-Компостела приобрело статус второго по значимости паломничества (после паломничества в Святую землю). В настоящее время мощи апостола Иакова находятся в соборе Святого Иакова, построенном в 1075—1211 годах.
В конце XX века традиция возродилась: для того, чтобы получить свидетельство о пройденном пути Иакова, паломник должен пройти сто или проехать на велосипеде двести километров. По прибытии в город паломник предъявляет в соборе специальный документ «credencial» (паспорт пилигрима, действующий ещё со времен Средневековья) с отметками, сделанными в находящихся на пути пунктах, после чего получает написанный на латыни «Сертификат Компостелы». Когда день поминовения апостола Иакова, 25 июля, выпадает на воскресенье, то в Испании объявляется «год святого Иакова», соответственно, церковные празднества в этом году особенно торжественны.
В честь апостола Иакова названы столицы Чили — Сантьяго де Чили и Кубы (до 1556 г.) — Сантьяго де Куба.
Апостол считается покровителем района Марьялва в Португалии.

## Иконография
Самое старое изображение апостола — мозаика в Равенне VI века, Иаков изображён на ней в виде старца со свитком в руках. В дальнейшем его изображали также в виде странника с посохом, рыцаря на коне — мавробойца. Иаков был персонажем картин художников Дюрера, Рубенса и многих других.